# Lomtjärnen (Jörns socken, Västerbotten, 724294-170061)
Lomtjärnen är en sjö i Skellefteå kommun i Västerbotten och ingår i Byskeälvens huvudavrinningsområde. Lomtjärnen ligger i Byskeälven Natura 2000-område.